# Kraj południowomorawski
Kraj południowomorawski (cz. Jihomoravský kraj), do 30 maja 2001 kraj brneński – region administracyjny w Czechach, odpowiednik polskiego województwa, położony w południowej części Moraw. Od południa graniczy z austriackim regionem Dolna Austria, od południowego wschodu ze słowackimi regionami kraj trenczyński i kraj trnawski, od północnego wschodu z krajem zlińskim i krajem ołomunieckim, od północy z krajem pardubickim, a od zachodu z krajem Wysoczyna. Stolicą kraju jest Brno.

## Podział administracyjny
Do 2003 roku region podzielony był na powiaty:
- Blansko
- Brno (miasto)
- Brno (powiat)
- Brzecław
- Hodonín
- Vyškov.

Z początkiem 2003 roku urzędy powiatowe uległy likwidacji, choć sam podział administracyjny pozostał. Ich rolę przejęły urzędy gminne o rozszerzonych uprawnieniach. Poza wymienionymi dawnymi miastami powiatowymi mieszczą się one w miastach: Boskovice, Bučovice, Hustopeče, Ivančice, Kuřim, Kyjov, Mikulov, Moravský Krumlov, Pohořelice, Rosice, Slavkov u Brna, Šlapanice, Tišnov, Veselí nad Moravou, Židlochovice.

## Atrakcje turystyczne
- Brno
- Rejon lednicko-valticki
- Mikulov
- Kras Morawski
- Park Narodowy „Podyje”
- Zamek Pernštejn
- Znojmo